# Королевство (фильм)
«Короле́вство» (англ. The Kingdom) — американский боевик 2007 года, снятый режиссёром Питером Бергом. Главные роли сыграли Джейми Фокс, Крис Купер, Дженнифер Гарнер, Джейсон Бейтман и Ашраф Бархом. Также в фильме снялись Кайл Чендлер, Джереми Пивен и Али Сулимэн.

## Предыстория
Сюжет фильма вымышлен, но вдохновлён терактами в Эр-Рияде 12 мая 2003 года и в жилом комплексе в Эль-Хубаре 26 июня 1996 года (оба в Саудовской Аравии). Картина рассказывает о команде агентов ФБР, которые расследуют обстрел и взрыв в жилом районе для иностранных рабочих в Саудовской Аравии. Сценарист Мэттью Майкл Карнахан так охарактеризовал сценарий: «На что было бы похоже расследование убийства на Марсе?».
Фильм был показан 22 августа 2007 года на Эдинбургском кинофестивале в рамках его ежегодной рубрики «Неожиданный фильм».

## Сюжет
Во время игры в софтбол в жилом комплексе американской нефтяной компании в Эр-Рияде, Саудовская Аравия, террористы Аль-Каиды взрывают бомбу, убивая американцев и саудовцев. В то время как одна команда угоняет автомобиль и стреляет в жителей, террорист-смертник в поддельной полицейской форме взрывает себя, убивая всех, кто находится рядом с ним. Сержант Хайтам из Государственной полиции Саудовской Аравии убивает угонщиков автомобиля. Атташе по правовым вопросам специальный агент ФБР в Саудовской Аравии Фрэн Маннер звонит своему американскому коллеге, специальному агенту Рональду Флюри, чтобы проконсультироваться по поводу нападения. Маннер обсуждает ситуацию со специальным агентом Секретной службы США Рексом Бура, когда взрывается машина скорой помощи, начиненная взрывчаткой. В результате погибают Маннер, Бура и многие другие.
В штаб-квартире ФБР в Вашингтоне Флюри информирует свою группу быстрого реагирования о нападении. Хотя Министерство юстиции США и Государственный департамент США препятствуют усилиям ФБР по расследованию нападения, Флюри шантажирует посла Саудовской Аравии, чтобы получить разрешение для вылета группы ФБР в Саудовскую Аравию для расследования. Флюри берет с собой в Саудовскую Аравию судебного эксперта специального агента Джанет Мэйс, аналитика разведки ФБР Адама Левита, и специалиста по бомбам специального агента Гранта Сайкса. По прибытии их встречает полковник Фарис Аль-Гази, глава саудовской Государственной полиции, обеспечивающий охрану комплекса. Расследование ведет генерал Аль Абдулмалик из Национальной гвардии, и он не дает Флюри и его команде разрешение на расследование.
Команду ФБР приглашают во дворец саудовского принца Ахмеда бен Халеда на обед. Находясь во дворце, Флюри убеждает принца в том, что полковник Аль-Гази - прирожденный детектив, и ему необходимо разрешить вести расследование. После такой смены руководства американцам предоставляется непосредственный доступ к месту преступления. В поисках улик сержант Хайтам и Сайкс обнаруживают, что вторая бомба взорвалась в машине скорой помощи. Флюри узнает, что брат одного из погибших террористов имел доступ к машинам скорой помощи и полицейской форме. Полковник Аль-Гази приказывает группе спецназа совершить рейд на дом, в результате убито несколько тяжело вооруженных террористов. После рейда команда обнаруживает улики, в том числе фотографии посольств США и других западных посольств в Эр-Рияде. Вскоре заместитель главы миссии посольства США Деймон Шмидт уведомляет Флюри и его команду о том, что им приказано вернуться в Соединенные Штаты.
По пути в международный аэропорт имени короля Халида конвой команды подвергся нападению. Левита вытаскивают из разбитой машины и похищают, а Флюри удается ранить одного нападавшего. Аль-Гази реквизирует гражданский автомобиль, чтобы преследовать четвертый внедорожник и другой автомобиль, в котором увезли Левита, в опасном районе Аль-Сувейди в Эр-Рияде. Когда американцы останавливаются, боевик стреляет по ним из гранатомёта, и начинается ожесточенная перестрелка. Левит оказывается связан внутри комплекса.
В то время как Сайкс и Хайтам наблюдают за входом в комплекс, Аль-Гази, Флюри и Мэйс следуют по кровавому пути и убивают много боевиков внутри здания. Мэйс, отделенная от других, находит Левита и напавших на него людей, подготавливающих видео казни Левитта. Она убивает оставшихся повстанцев, и Аль-Гази и команда начинают уходить. Затем Флюри понимает, что кровавый след ведет к задней части квартиры. После того, как они входят, Мэйс утешает девочку в квартире и предлагает ей конфеты. Взамен девушка предлагает Мэйс кусок мрамора, похожий на те, что были впечатаны в тела некоторых жертв взрыва. Аль-Гази видит старика, протягивает ему руку и предлагает помочь ему встать. Когда старик протягивает свою руку, Аль-Гази видит, что у человека отсутствуют те же пальцы, что и у Абу Хамза Аль-Масри на многих видеофильмах террористической группы, и понимает, что старик является лидером террористов. Внук Абу Хамзы выходит из спальни и стреляет в шею Аль-Гази, затем направляет пистолет на Мэйс, вынуждая Флюри убить его. Абу Хамза вытаскивает штурмовую винтовку, и Хайтам убивает его. Когда Абу Хамза умирает, другой внук обнимает его, и Абу Хамза что-то шепчет ему на ухо, чтобы успокоить ребенка. Аль-Гази умирает на руках Флюри.
В доме Аль-Гази Флюри и Хайтам встречаются с его семьей. Флюри рассказывает сыну Аль-Гази, что его отец был хорошим другом Флюри. Данная сцена перекликается с похожей сценой ранее в фильме, когда Флюри утешал сына специального агента Мэннера. Флюри и его команда возвращаются в Соединенные Штаты, где директор ФБР Джеймс Грэйс дает им высокую оценку за их выдающуюся работу. Левит спрашивает Флюри и Мэйс, что он прошептал, чтобы успокоить ее. Показана сцена, как дочь Абу Хамзы спрашивает свою собственную дочь, что ее дедушка прошептал ей, когда умирал. Внучка говорит своей матери: «Не бойся их, дитя мое. Мы убьем их всех», аналогично тому, что Флюри прошептал Мэйс.

## В ролях
| Актёр            | Роль                                                                            |
| ---------------- | ------------------------------------------------------------------------------- |
| Джейми Фокс      | специальный агент Рональд Флюри (лидер группы)                                  |
| Крис Купер       | специальный агент Грант Сайкс (специалист по бомбам)                            |
| Дженнифер Гарнер | специальный агент Дженет Мэйс (судебно-медицинский эксперт)                     |
| Джейсон Бейтман  | специальный агент Адам Левит (анализ разведывательных данных)                   |
| Ашраф Бархом     | полковник Фарис Аль-Гази (саудовский полицейский)                               |
| Али Сулимэн      | сержант Хайтам (саудовский полицейский)                                         |
| Джереми Пивен    | Дэймон Шмидт (заместитель начальника делегации, американское посольство)        |
| Ричард Дженкинс  | Роберт Грэйс (Директор ФБР)                                                     |
| Тим Макгро       | Аарон Джексон                                                                   |
| Кайл Чендлер     | специальный агент Фрэнсис Маннер (атташе посольства)                            |
| Фрэнсис Фишер    | Илэйн Флауэрс (следственный репортёр, Washington Post)                          |
| Дэнни Хьюстон    | Гидеон Янг (Генеральный прокурор США)                                           |
| Келли Окоин      | Эллис Лич                                                                       |
| Анна Дивер Смит  | Мариселла Канавесио (помощник президента по вопросам национальной безопасности) |
| Минка Келли      | Мисс Росс                                                                       |
| Эми Хантер       | Лайла Флюри                                                                     |
| Тиджей Барнетт   | Кевин Флюри                                                                     |
| Омар Бердуни     | принц Ахмед бин Кхалед                                                          |
| Раад Рави        | принц Тамер (посол Саудовской Аравии)                                           |
| Махмуд Сэд       | бригадный генерал Аль Абдулмалик (национальная гвардия Саудовской Аравии)       |
| Тревор Сент-Джон | Ил Рипон                                                                        |
| Эшли Скотт       | Джанин Рипон                                                                    |

## Отзывы

### Западные критики
Фильм получил умеренные отзывы критиков. Агрегатор обзоров, сайт Rotten Tomatoes, сообщает, что 51 % из 182-х критиков положительно оценили фильм, а средний балл картины составляет 5,8 из 10. Среди топовых критиков Rotten Tomatoes, которые состоят из популярных и известных критиков топовых газет, веб-сайтов, телевидения и радиопередач, фильм имеет рейтинг в 46 % свежести (41 отзыв, из которых 22 отрицательных). Общее мнение сайта гласит: «Лента содержит несколько первосортных боевых сцен, но, в конечном счёте, разрушается под грузом лозунгов и политики».
Сайт Metacritic, который также занимается сбором обзоров и определяет среднюю арифметическую оценку по 100-балльной шкале, присудил фильму оценку 56 на основе 37-ми рецензий..
Обозреватель Weekly Standard Джон Подхорец назвал фильм энергичным и резким, утверждая, что он напомнил ему такие фильмы как «Захват поезда Пелэм 1-2-3», «Собачий полдень» и «Новые центурионы». Критик The New York Times Энтони Скотт назвал «Королевство» «умело сделанным, жёстким и эффектным жанровым кино». Он также заявил: «Подобно „Рэмбо“, который является фантазией по поводу войны во Вьетнаме, „Королевство“ может быть расценено как желательный ревизионистский сценарий для американского ответа на исламский фундаменталистский терроризм» Питер Трэверс из Rolling Stone дал фильму три звезды из четырёх, отмечая: «Берг организует каждую засаду, перестрелку и автомобильное преследование так, как будто от этого зависит его жизнь». Эван Уильямс из The Australian назвал картину «превосходным триллером» и заявил, что это «возможно, первый голливудский фильм, который напрямую говорит о саудовской причастности к международному терроризму».
Критик New York Post Лу Люменик заявил, что «с помощью „Королевства“ Голливуд обеспечил исламский мир ещё одной причиной ненавидеть Америку», назвав картину «ксенофобской» и «стравливающей». Лиза Шварцбаум из Entertainment Weekly обвинила фильм в том, что он считает зрителей «автоматами по выдаче денег». Кеннет Тюран из Los Angeles Times написал: «Фильм хочет, чтобы мы чувствовали, как будто наблюдаем за реальными событиями, за тем, что когда-то действительно происходило — это выглядит совсем не умно».

### Критики сБлижнего Востока
Кавех Эль Афрасиаби из Asia Times Online назвал картину «псевдореалистичным боевиком, который преуспевает только в следующем: мешает правильному восприятию международных дел юными американцами и показывает нескончаемую чушь с самого начала и до конца». Он обвинил фильм в «ФБР-мании» и «Исламофобии».
Файзаль Аббас, редактор издающегося в Лондоне международного арабского журнала Asharq Al Awsat, написал на английском веб-сайте издания: «Несмотря на некоторые аспекты, которые могли бы быть восприняты кем-то как отрицательные, многие будут приятно удивлены после просмотра этого фильма, принимая во внимание тот факт, что арабы в течение долгого времени были среди любимых злодеев для Голливуда». Файзаль пришёл к выводу, что «в любом случае, фильм определённо очень зрелищный, и, возможно, жителям Саудовской Аравии и арабам он понравился бы не меньше, чем американцам, поскольку не каждый день можно наблюдать за автомобильной погоней в голливудском стиле, происходящей на улицах Эр-Рияда. А для западных зрителей это кино может быть интересной „возможностью проникнуть в суть“ культуры, которая очень отличается от их собственной».

### Российские критики
Анатолий Ющенко на сайте «Настоящее кино» отмечает то, что «звёздный состав, остросоциальная актуальная тема, ещё не забытые трагедии, Майкл Манн в продюсерах — всё способствовало успеху, но не получилось». Он это объясняет излишней аккуратностью (порой, политкорректностью) режиссёра, который решил угодить всем и сразу, что вылилось в «заведомо сказочные и нудные диалоги», «картонных героев» и «абстрактность терроризма». Лидия Маслова из газеты «Коммерсантъ» написала: «Межличностные отношения не нужны никому в этом агитационном плакате о силе американского духа, настолько тенденциозном, что в Бахрейне и Кувейте его запретили показывать, а в Саудовской Аравии, может, тоже запретили бы, но там кинотеатров нет». Алексей Дубинский согласен с ней: «Фильм Питера Берга — удивительная, в какой-то степени даже привлекательная и в своём безграничном нахальстве типичная политическая агитка». А Илья Щибрик, на страницах портала «КиноКадр», не согласился с ними, сказав: «Не внимая большинству и не уподобляясь толпе, можно смело сказать — фильм удался. Нечасто бывает, чтобы США были так честны перед самими собой — относительно как своей внешней, так и внутренней политики».
Станислав Ростоцкий в онлайн-издании «Время новостей» написал: «Берг в „Королевстве“ бойко и по-своему вдохновенно играет в очередной жанр — громоздкие, как авианосцы, и величавые, будто стратегические бомбардировщики, военно-патриотические боевики, в основе которых может лежать хоть газетная публикация о рассекреченной операции спецслужб, хоть очередной бестселлер Тома Клэнси». Обозреватель журнала «Итоги» Ирина Любарская отмечает ошибки создателей фильма: «Хотели снять патриотический боевик, сыграв на всем понятных чувствах, а вышла игра-стрелялка с большим уроном для имиджа Америки как главного миротворца на свете». Станислав Зельвенский из «Афиши» указывает на то, что фильм совсем не такой, каким кажется на первый взгляд: «Лишь в последней трети фильма случается полноценная бойня, напоминающая о том, что один из продюсеров — Майкл Манн. Зато тут уж — без компромиссов: целый квартал разнесён на куски, десятки нападавших мертвы, на наших — ни царапинки». Артём Михайлов из «РБК daily» особое внимание уделяет финалу картины: «В „Королевстве“ всё меняет последняя сцена и последняя фраза. Режиссёр только в самом финале выворачивает исподнее сюжета, и фильм обретает новое звучание, не свойственное патриотическим агиткам».

## Факты
Несмотря на то, что события «Королевства» затрагивают теракты в Саудовской Аравии, фильм почти полностью снят в пригородах Дубая (Объединённые Арабские Эмираты). Продюсерам не удалось добиться разрешения на съёмки в Эр-Рияде.